# Il mistero della settima strada
Il mistero della settima strada (titolo originale: De Zevensprong) è un romanzo del 1966 della scrittrice olandese Tonke Dragt, adattato nei primi anni ottanta dalla televisione olandese in una serie per ragazzi. L'adattamento è stato affidato a Karst van der Meulen.

## Trama
È la storia di un maestro elementare, Frans van der Steg, e del suo tentativo di salvare un bambino, Geert-Jan, dalle mani di suo zio, il Granduca Grigiapietra (Graaf Grisenstijn, in originale).
Geert-Jan vive nel Palazzo insieme allo zio, che gli preclude ogni contatto con altri bambini. Lo zio lo tiene segregato perché, secondo un antico manoscritto del Granduca Gregorio, vi è un tesoro nascosto nel Palazzo e solo un bambino potrà trovarlo. Il Granduca vuole quindi servirsi di Geert-Jan per trovare il tesoro.
Un piccolo gruppo di persone (il "Complotto dei Sette") viene a sapere del tesoro e del fatto che Geert-Jan è imprigionato nel castello. Essi decidono di liberare il bambino. I sette sono: la signorina Rosmarijn (che si era presa cura di Geert-Jan quand'era piccolo), il prestigiatore Jan Thomtidom, il motosauro (Roberto), Iwan, zia Willemijn, il cocchiere Jan Toereloer ed il maestro Frans van der Steg. Insieme ai bambini della classe di Frans, essi cercano di decifrare la filastrocca contenuta negli scritti del Granduca Gregorio.
La settima strada del titolo fa riferimento ad un incrocio in cui s'incontrano sette strade non lontane dal Palazzo; nella serie televisiva ogni episodio comincia e finisce sempre in questo luogo.

## Serie televisiva
La serie televisiva è stata realizzata nel 1982 dalla NCRV, composta da 13 episodi di mezz'ora l'uno. Nei Paesi Bassi, dopo diverse repliche televisive, è stata infine pubblicata in DVD nel 2006.
Oltre che in Italia, la serie è stata trasmessa anche in Germania con il titolo Das Geheimnis des siebten Weges ed in Ungheria con il titolo A hetedik út titka.